# Konrad Bethmann

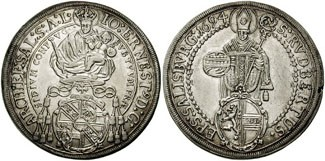
Salzburger Reichsthaler von 1694, ähnlich den von Konrad Bethmann geprägten Münzen

Konrad Bethmann, auch Conrad Bethmann (* 1652 in Goslar; † 1701 in Mainz) war ein deutscher Münzwardein und Münzmeister und stand als solcher im Dienste und im Auftrag weltlicher und geistlicher Herren.

## Leben
Er wurde in Goslar als siebtes Kind des Kaufmanns Andreas Bethmann geboren, vier Jahre nachdem der Westfälische Friede dem Dreißigjährigen Krieg ein Ende gesetzt hatte. Im damaligen deutschen Flickenteppich aus kleinen und mittleren Fürstentümern boten sich ehrgeizigen Amtsleuten und Unternehmern zahlreiche Möglichkeiten, beruflich vorwärtszukommen.
Nach Verlassen seiner Heimatstadt wirkte er als Münzwardein in Dömitz (Mecklenburg), außerdem ab 1683 als Münzmeister der Fürstin von Nassau-Holzappel in Cramberg an der Lahn, anschließend ab 1687 als Münzmeister für den Deutschen Orden in Friedberg (Hessen), schließlich ab 1692 als Münzmeister für das Erzbistum und Kurfürstentum Mainz in Aschaffenburg.
Zu den ältesten online zugänglichen Archivalien über die Familie Bethmann in Frankfurt am Main zählt eine Strafanzeige, die Bethmann 1685 im Namen des Hauses Nassau erstattete. Unter dem Rubrum „Juden wider Fremde“ wird der Fall im Archiv wie folgt zusammengefasst:

„Conrad Bethmann, fürstlich Nassau-Schaumburgischer Münzmeister, gegen Mencke und Abraham zum Hecht (Vater und Sohn) wegen Diebstahls von Schaumburger Hellern in Schwalbach bei Königstein und Hehlerei. Bekl. geben an, die gestohlenen Münzen in gutem Glauben erworben zu haben. Arrest für Abraham, Freilassung gegen Stellung von 304 Rt. Sicherheit. Vergleich Abrahams mit dem Nassau-Schaumburgischen Keller

Enthält: Medizinische Gutachten über den Gesundheitszustand des inhaftierten Abraham zum Hecht; Rechtsgutachten der Syndici.“

Er hinterließ seiner Witwe Anna Elisabeth (1654–1727) ein beträchtliches Vermögen.

## Familie
Als Protestantin verließen die verwitwete Anna Elisabeth und ihre Kinder das Erzbistum und zogen ins Lutherische Frankfurt am Main; dort war es ihr leichter, ihren religiösen Verpflichtungen nachzukommen, außerdem fand sie dort Aufnahme bei Verwandten. Drei der Töchter von Konrad und Anna Elisabeth verheirateten sich mit Frankfurter Bürgern. Ihr Sohn Simon Moritz Bethmann (1687–1725) wirkte als Amtmann in Bergnassau an der Lahn.
Laut Helbing (S. 23) liegt ein weiterer Sohn auf dem Friedhof St. Lazarus in Regensburg begraben. Die Inschrift seines Grabsteins lautet:

„Leser!
Hier suchst Du vielleicht, was Du nicht findest, und findest, was Du nicht suchest. Du suchtest eine Müntze und findest mehr als eine Müntze:
Staub, Erde und Aschen von Einem Rechtschaffenen Christen, nemlich von dem weiland Hoch Edelgeborenen und Hochgelehrten Herrn Balthasar Johann Bethmann, Sr. Hochfürstlichen Durchl. des Regierenden Hrn. Landgraffen zu Hessen-Darmstadt, Best-meritiert-gewesener Berg-Rath, des Hochlöblichen Ober-Rheinischen Kreyses Müntz-Rath und General-Wardein, welcher gebohren anno 1679 d. 12. August in Braunschweig, als Müntz-Meister rühmlich gestanden zu Darmstadt von anno 1706 28 Jahr lang, daselbst zum Berg-Rath würdig erhoben anno 1734, von dem Hochlöbl. Ober-Rheinischen Kreyss zur Müntz-Probation ad comitia deputired ano 1737 und seelig gestorben 1738 d. 26. Juny seines Ruhmes vollen Alters im 59. Jahr.
Nun weisst Du, was für Müntz in Jenem Grab liegt, wass ihr Gehalt, ihr Wert, Gepräg und Überschrift. Jetzt glänzet sie zwar nicht. Doch lebe in Gott vergnügt.“